# Ján Krstiteľ Scitovský
Ján Krstiteľ Scitovský (Košická Belá, 1 de novembro de 1785 - Esztergom, 19 de outubro de 1866) foi um cardeal do século XIX.

## Biografia
Nasceu em Košická Belá em 1 de novembro de 1785. Filho de Márton Scitovszky, professor de escola rural, e de Borbála Karácsonyi. Recebeu o sacramento do batismo em 1º de novembro de 1785; e o sacramento da confirmação em 1794.
Estudos elementares em Jolsva e no ginásio de Rosznyó (hoje Roznava). Recebeu as insígnias do caráter clerical e das ordens menores em 2 de fevereiro de 1805. Em seguida, estudou no Seminário de Trnava, obtendo o doutorado em Filosofia, em outubro de 1808. Estudou na Universidade de Pest, onde obteve o doutorado em filosofia em 25 de outubro de 1808; e outro em teologia em 2 de abril de 1813. Recebeu o subdiaconato em 29 de outubro de 1809; e o diaconato em 1º de novembro de 1809.
Foi ordenado em 5 de novembro de 1809. Na diocese de Rozsnyó (atual Roznava, Eslováquia), professor e reitor de seu seminário menor; professor de filosofia e teologia de seu seminário por dez anos; cânon guardião de seu capítulo catedral, 1819; assessor do seu consistório episcopal; arquidiácono de Tornen e de Iászoven; cânon do capítulo da catedral, 1824.
Eleito bispo de Rozsnyó em 28 de janeiro de 1828. Consagrado em 25 de março de 1828, Nagyvárad, por Franec Laicsak, bispo de Nagyvárad. Transferido para a sede de Pécs em 18 de fevereiro de 1839. Promovido à sede metropolitana de Esztergom em 28 de setembro de 1849. Administrador apostólico da diocese de Pécs, ad arbitrium Summus Pontifex et Sedis Apostolicæ , de 23 de novembro de 1849 a 6 de janeiro de 1852 .Condecorado com a grã-cruz da Ordem Austríaca de Sankt Stefan, 1849.
Criado cardeal sacerdote no consistório de 7 de março de 1853; recebeu o chapéu vermelho e o título de S. Croce in Gerusalemme, em 16 de novembro de 1854.
Morreu em Budapeste em 19 de outubro de 1866. Exposto na catedral metropolitana de Esztergom, onde o funeral ocorreu em 23 de outubro de 1866, e enterrado naquela catedral metropolitana.